# Eugenia florida
Eugenia florida är en myrtenväxtart som beskrevs av Dc.. Eugenia florida ingår i släktet Eugenia och familjen myrtenväxter. Inga underarter finns listade i Catalogue of Life.